# Macrocarpaea illecebrosa
Macrocarpaea illecebrosa är en gentianaväxtart som beskrevs av Jason Randall Grant. Macrocarpaea illecebrosa ingår i släktet Macrocarpaea och familjen gentianaväxter. Inga underarter finns listade i Catalogue of Life.